# قمبريط سناني
قمبريط سناني (الاسم العلمي:Combretum lanceolatum) هو نوع من النباتات يتبع جنس القمبريط من الفصيلة القمبريطية.